# Duché de Limbourg
 (janvier 2015).
Améliorez-le ou discutez des points à vérifier. 
 (janvier 2022).
Si vous disposez d'ouvrages ou d'articles de référence ou si vous connaissez des sites web de qualité traitant du thème abordé ici, merci de compléter l'article en donnant les références utiles à sa vérifiabilité et en les liant à la section « Notes et références ».
Pour les articles homonymes, voir Limbourg (homonymie).
1101–1795
1839–1866
Entités précédentes :
- Comté de Limbourg au sein de la Basse-Lotharingie

Entités suivantes :
- Province de Limbourg au sein des  Pays-Bas

Le duché de Limbourg (en néerlandais : Hertogdom Limburg ; en allemand : Herzogtum Limburg) est un ancien État du Saint-Empire romain germanique jusqu'à son annexion par la République française au cours de la guerre de la première coalition en 1795. Il tire son nom du château de Limbourg en Basse-Lotharingie, construit au début du XIe siècle, le siège ancestral des ducs de Limbourg issus de la maison d'Ardenne. À partir de l'an 1430, le duché faisait partie des Pays-Bas bourguignons, l'une des Dix-Sept Provinces sous le règne de la maison de Valois-Bourgogne, puis des Habsbourg.
Conformément aux dispositions du traité de Londres en 1839, un autre duché de Limbourg fut fondé en tant qu'État membre de la Confédération germanique, ce qui constitue aujourd'hui la province de Limbourg au sein des Pays-Bas. Il a perduré jusqu'à la dissolution de la Confédération en 1866.

## Histoire
Vers l'an 1020, le comte Frédéric II de Luxembourg fit construire le château de Limbourg dans la vallée de la Vesdre en Basse-Lotharingie, aux domaines de Baelen qu'il tenait de sa mère Ermentrude. Frédéric est nommé duc de Basse-Lotharingie par l'empereur Henri III en 1046, après sa mort en 1065, sans issue mâle, sa seule fille Jutta (Judith) apporta le comté de Limbourg en mariage à Waléran-Udon d'Arlon, vraisemblement un membre d'une branche collatérale de la maison d'Ardenne.

### Du comté au duché

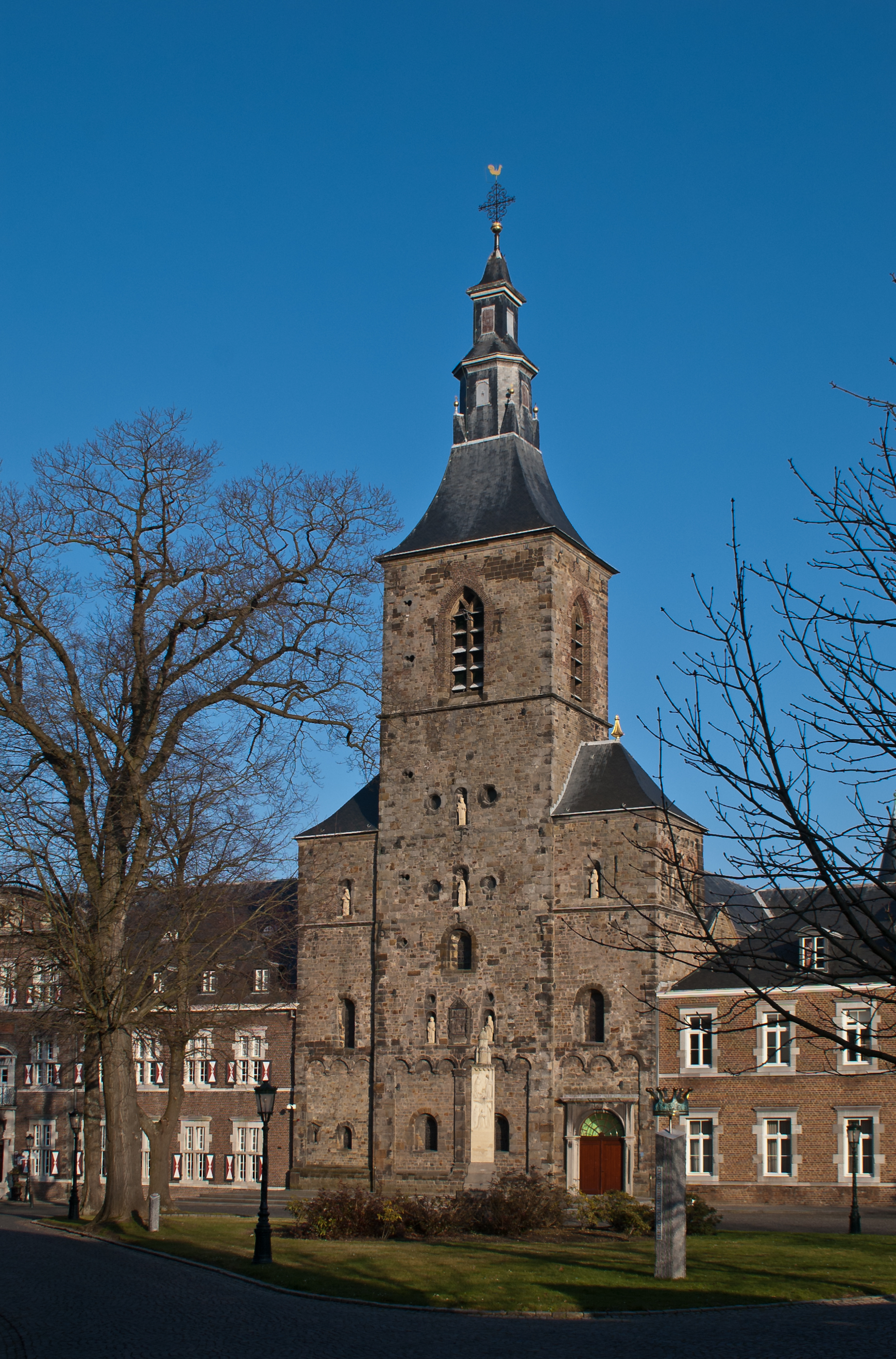
La collégiale de Rolduc.

En 1101, l'empereur Henri IV nomme le fils de Waléran, le comte Henri Ier de Limbourg duc de Basse-Lotharingie († 1118). La fidélité du comte à l'empereur en lutte avec le fils de ce dernier, le roi Henri V, finit par lui coûter cette dignité : en 1106, le comte Godefroid Ier de Louvain a été désigné pour lui succéder. Henri a remporté le titre de duc de Limbourg, succédant ainsi aux comtes de Limbourg. Les comtes de Louvain, de leur côté, conservèrent le duché et s'intitulèrent « duc de Brabant ». En 1128, le fils de Henri Ier, Waléran II de Limbourg († 1139) a récupéré la Basse-Lotharingie des mains du roi Lothaire III ; son successeur Conrad III de Hohenstaufen l'accordé à Godefroid II de Louvain en 1140. De cette période vint une opposition farouche entre les ducs de Brabant et les ducs de Limbourg, qui perdura jusqu'en 1191.
Le duc Waléran II de Limbourg a pu également acquérir la seigneurie de Wassenberg, un fief des prince-archevêques de Cologne, et de Rode-le-Duc. L'abbaye de Rolduc obtient en 1136 la protection des ducs du Limbourg, dont certains sont enterrés dans la crypte. Le fils de Waléran II, Henri II († 1167), fut un proche de l'empereur Frédéric Barberousse ; en 1165, il a obtenu la reconnaissance officielle du titre de duc de Limbourg. Néanmoins, ce consentement n'entraîne pas l'élévation au prince du Saint-Empire.
Henri III de Limbourg († 1221) et son fils Waléran ont participé à la troisième croisade en 1189 ; en Terre Sainte, ils se rebellent et se rallièrent aux forces de Richard Cœur de Lion. En 1193, Henri III a fait nommer son fils Simon de Limbourg évêque de Liège. Par mariage, son successeur Waléran III († 1226) fut brièvement comte de Montjoie et comte de Luxembourg. Il a participé à la cinquième croisade et au siège de Damiette en 1218. Son fils aîné Henri IV hérita du duché, tandis que son demi-frère Henri V fonda la nouvelle maison de Luxembourg-Limbourg qui accéda au trône impérial avec Henri VII de Luxembourg(† 1313), et donna quatre empereurs.
Le duc Henri IV lui-même épousa Ermengarde, l'héritière des comtes de Berg. Après l'assassinat du comte Engelbert II de Berg, archevêque de Cologne, en 1225, il régna sur le duché de Limbourg et le comté de Berg en union personnelle jusqu'à sa mort en 1247. Toutefois, la mort violente d'Engelbert par la main de Frédéric d'Isenberg, comte d'Altena et beau-frère de Henri IV de Limbourg, a provoqué d'importants troubles dans le pays. Henri a soutenu la lutte de son neveu Thierry d'Isenberg visant à s'attendre à son patriomne contre les forces du comte Adolphe Ier de La Marck ; après une décennie de combat cependant, les domaines d'Altena sont perdus.
À la mort de Henri IV, le comté de Berg revient à son fils aîné Adolphe IV, tandis que son frère Waléran IV devenait duc de Limbourg. La dernière duchesse de la maison d'Ardenne fut sa fille Ermengarde, morte sans enfant en 1283. Son époux le comte Renaud Ier de Gueldre obtint de l'empereur Rodolphe de Habsbourg le droit de conserver le duché à titre viager, mais son cousin Adolphe V de Berg le lui contesta. N'ayant pas les moyens de faire valoir ses droits par les armes, il vendit ses droits à Jean Ier le Victorieux, duc de Brabant, qui occupa le duché après la bataille de Worringen en 1288.

### Dans l'orbite du duché de Brabant (1288-1795)

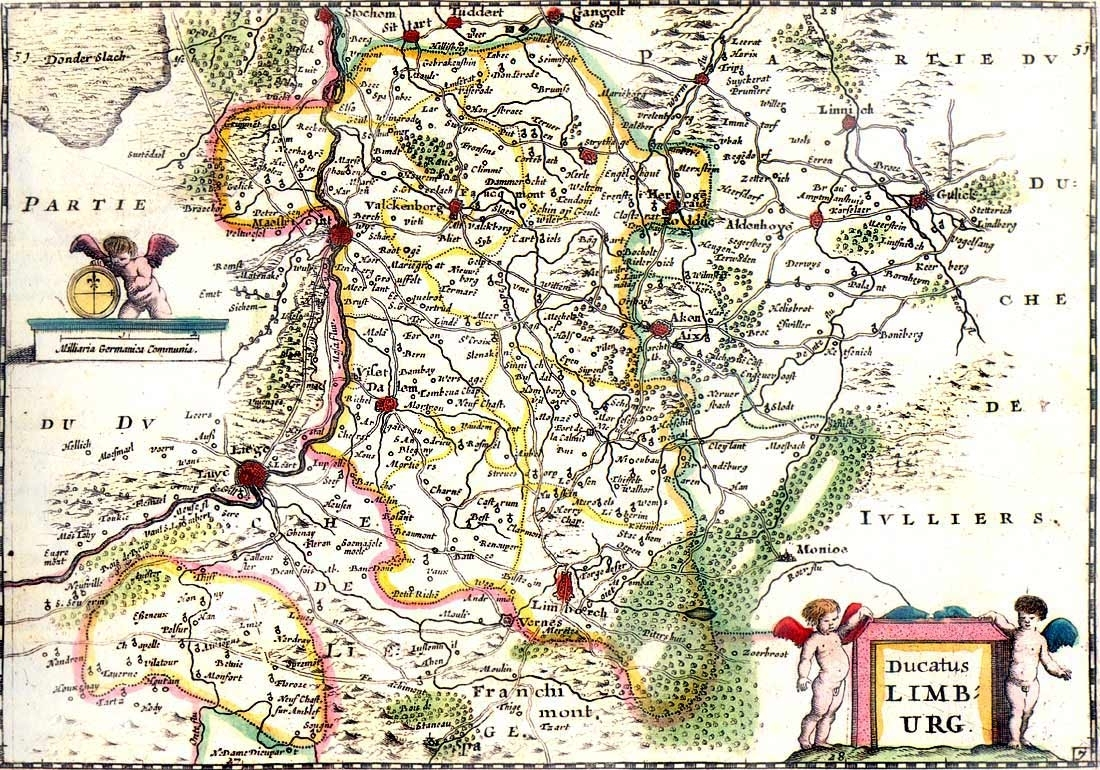
Le duché de Limbourg en 1635.

Après 1288, le duché de Limbourg suivit les destinées du duché de Brabant et fut inclus en 1430 dans les Pays-Bas bourguignons. Au nord du duché se trouvaient les trois pays d'Outremeuse, qui correspondaient à peu près à l'actuel Limbourg méridional des Pays-Bas, à l'exception de Maastricht, plus le comté de Dalhem. Il y avait très tôt des liens étroits avec eux. Depuis 1155, la seigneurie de Rode-le-Duc était liée au duché de Limbourg par une union personnelle, qui s'exprime par le nom de Rode-le-Duc. Des relations étroites ont également été maintenues avec les deux autres pays d'Outre Meuse (le comté de Dalhem et le pays de Fauquemont ou Valkenburg). Le nom Outre Meuse signifie « au-delà de la Meuse », vu de Bruxelles. En 1473, ces quatre pays ont uni leurs États sous le nom États communs du duché de Limbourg et des trois pays d'Outre-Meuse. À partir de 1598, l'abbé de Rolduc a également eu un siège dans les États du Limbourg et d'Outre-Meuse. Ils ont envoyé une délégation conjointe aux États généraux des Pays-Bas à Bruxelles. Cette délégation était composée de 13 délégués : 5 du duché de Limbourg, 4 du pays de Fauquemont, 2 du comté de Dalhem et 2 de la seigneurie de Rode-le-Duc. Cette région était donc également considérée comme l'une des dix-sept provinces des Pays-Bas bourguignons et, plus tard, souvent désignée uniquement par le nom de Limbourg et parfois aussi comme les quatre (!) pays d'Outre-Meuse. Selon une déclaration des États du Limbourg et d'Outre Meuse en 1600, les quatre capitales comptaient ensemble moins de 90 ménages.
Après 1549, le duché de Limbourg faisait partie des Pays-Bas espagnols, qui devint en 1581 les Pays-Bas du sud. Toutefois, le Limbourg qui abritait une importante communauté protestante fit sécession entre août 1566 et mars 1567, mais fut reconquise par les troupes espagnoles (comme pour le duché de Brabant). Le duché de Limbourg resta dans les Pays-Bas espagnols pour devenir ensuite les Pays-Bas autrichiens (traité d'Utrecht en 1713). En 1661 (traité de partage), les pays d’Outre-Meuse sont partagés entre les Provinces-Unies (Outremeuse des États) et l'Espagne.

### Régime français
En 1795, le Limbourg, ainsi que les pays d’Outremeuse sont conquis par les armées de la République française. Les provinces sont toutefois rapidement redessinées par Napoléon : le duché est rattaché au département de l'Ourthe, construit sur une partie de l'ancienne principauté de Liège, et l'Outremeuse est intégrée dans le département de la Meuse-Inférieure (chef-lieu : Maastricht). Ce département fut agrandi en 1810 lorsque le royaume de Hollande sera annexé. Le département couvre alors les deux provinces limbourgeoises actuelles.

### Un autre duché de Limbourg (de 1839 à 1866)

Lilas : l'ancien duché
Vert : la province belge
Jaune : la province néerlandaise

En 1815, le congrès de Vienne attribue au royaume uni des Pays-Bas la Meuse-Inférieure qui devient alors la « province de Limbourg ».
À la suite de la séparation des Pays-Bas et de la Belgique en 1830, le traité de Londres de 1839 partage le Limbourg en deux : les territoires situés au-delà de la Meuse et Maastricht restent aux Pays-Bas, tandis que le reste devient la province belge de Limbourg.
À partir de ce moment et jusqu'en 1866, le Limbourg néerlandais fait partie de la Confédération germanique sous le nom de « duché du Limbourg » (ceci pour compenser la perte par la confédération d'une partie du Luxembourg, rattachée à la Belgique). Mais l'aire que cette province couvre n'a donc rien en commun avec l'ancien duché.
En cédant une partie du Luxembourg à la Belgique, la Confédération germanique a perdu une partie de son territoire. Pour compenser cette perte, la province néerlandaise de Limbourg est devenue membre de la Confédération germanique en tant que duché, à l'exception des villes fortifiées de Maastricht et de Venlo.
La province néerlandaise a continué à employer le titre de duché jusqu'en 1906.

## Composition

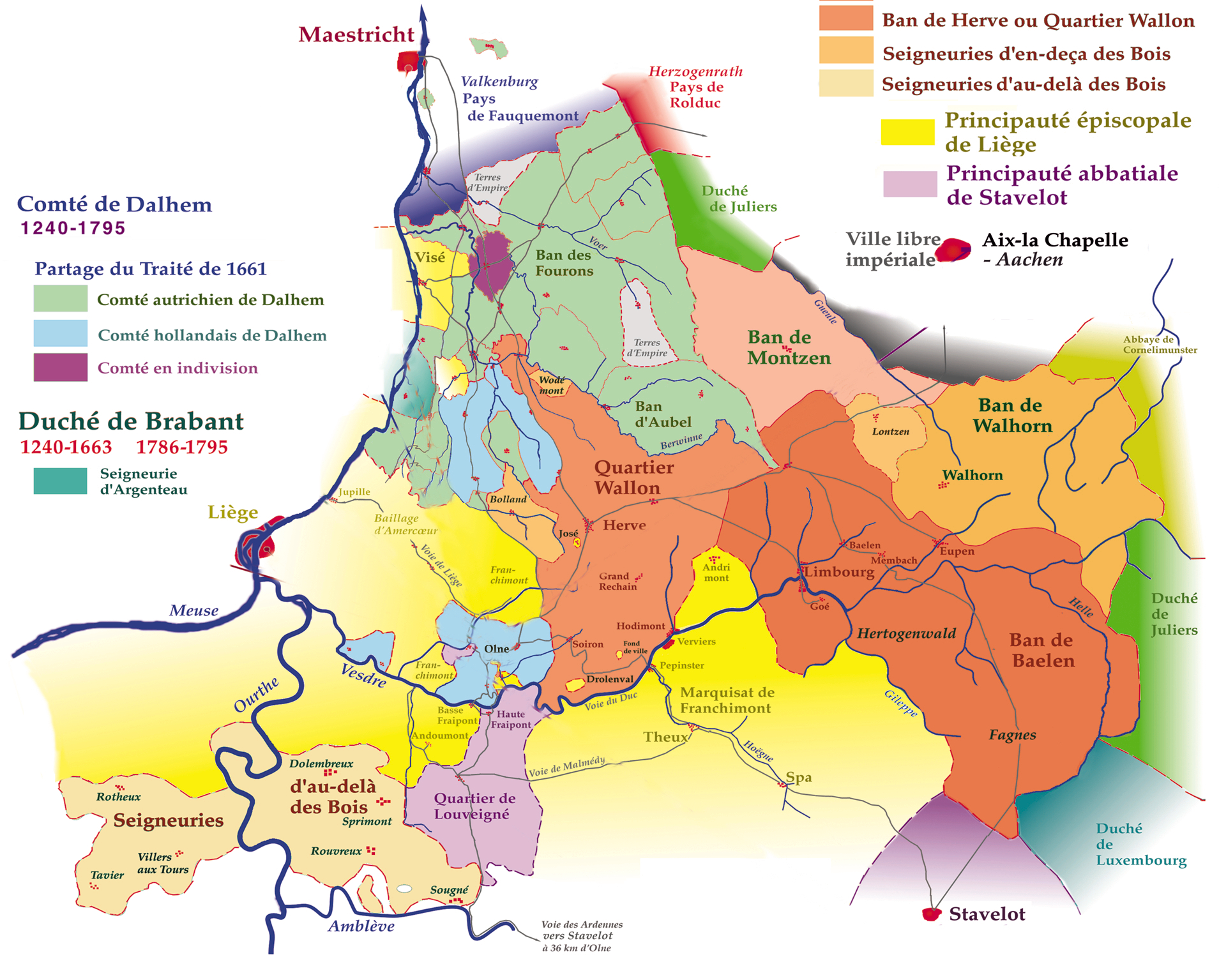
Carte des bans du duché de Limbourg (en brun) de 1240 à 1795.

Les domaines de Limbourg s'étendait grosso modo au nord de la ville belge de Limbourg, entre la Meuse et la ville impériale d'Aix-la-Chapelle (pays de Herve et Sud du Limbourg néerlandais actuel). Le territoire était divisé en cinq districts judiciaires (« bans ») :
1. le Haut-Ban de Baelen se composait des villages de : Baelen, Bilstain, Goé, Membach, Welkenraedt, la Franchise de Henri-Chapelle et le Bourg d'Eupen (Néaux ou Oepe) avec Niesdorp (Nispert) ;
2. le Haut-Ban de Walhorn comprenait dix villages et hameaux : Walhorn avec Astenet, Merols (Meroels) et Rabotrath, Eynatten, Hauset, Hergenrath, Kettenis et Raeren avec Nieudorp (Neudorf) et Sief ;
3. le Haut-Ban de Montzen comprenait les localités suivantes : ban de Montzen, Gemmenich, Hombourg, La Calamine, Moresnet, Teuven et Sippenaeken avec Beusdael ;
4. le Haut-Ban de Herve, ordinairement appelé sous le nom de Quartier wallon, comprenait outre la Ville de Herve, le Bourg de Hodimont, les villages suivants : Asse, Battice, Chaineux, Charneux, Clermont, Cornesse, Dison, Julémont, Lambermont, Mortroux, Grand-Rechain, Petit-Rechain, Soiron, Thimister, Wegnez, Xhendelesse ;
5. le Haut-Ban de Sprimont ou Quartier des Neuf Seigneuries : sept d'entre elles étaient sur les deux rives de l'Ourthe et formait une enclave complètement séparée du restant du duché par les principautés de Liège et de Stavelot :
  1. elles étaient généralement désignées sous le nom de seigneuries d'au-delà des bois : Sprimont, Esneux, Tavier, Villers-aux-Tours, La Chapelle, La Rimière et Baugnée ;
  2. les deux autres seigneuries, qui portaient le nom de seigneuries d'en deçà des Bois étaient : Lontzen et Wodémont.

La seigneurie incluait également les bailliages des abbayes de Saint-Trond et de Stavelot-Malmedy. Sa capitale fut Limbourg sur Vesdre, aujourd'hui ville de l'arrondissement administratif de Verviers dans la province de Liège (à ne pas confondre avec Limbourg-sur-Lahn en Hesse).

## Armoiries
Article détaillé : Armoiries du Limbourg et du Luxembourg
| Blason | Blasonnement : D'argent au lion de gueules, la queue fourchée passée en sautoir, armé, lampassé et couronné d'or. Commentaires : Armes du duché de Limbourg |

| Blason | Blasonnement : D'argent au lion de gueules à la queue fourchée et passée en sautoir, armé, lampassé et couronné d'or ; sur le tout burelé de gueules et d’or de dix pièces. L'écu sommé d'une couronne ducale et soutenu à dextre par un cerf au naturel et à senestre par un cygne aussi au naturel, une couronne d'or autour du cou. Le tout posé sur deux branches de chêne au naturel en pointe en sautoir. Commentaires : La province belge du Limbourg a repris les armes du vieux duché, mais l'aire qu'elle couvre n'a rien en commun avec celui-ci. Elle correspond grosso modo au comté de Looz de la principauté de Liège, ce qui explique le « sur-le-tout de Looz ». Armoiries octroyées le 29 octobre 1996. Avant cela la province utilisait de manière non officielle les armes de l'ancien duché. |

## Source
- Louis Charles Dezobry et Théodore Bachelet, Dictionnaire de Biographie et d’Histoire, Paris, 1863 [détail de l’édition]